# Nemomydas brachyrhynchus
Nemomydas brachyrhynchus är en tvåvingeart som först beskrevs av Osten Sacken 1886.  Nemomydas brachyrhynchus ingår i släktet Nemomydas och familjen Mydidae. Inga underarter finns listade i Catalogue of Life.